# IC 4498
IC 4498 ist eine linsenförmige Galaxie vom Hubble-Typ S0? im Sternbild Bärenhüter am Nordsternhimmel. Sie ist rund 418 Millionen Lichtjahre von der Milchstraße entfernt.
Entdeckt wurde das Objekt am 22. Juni 1895 von Stéphane Javelle.